# Lois Orr
Pour les articles homonymes, voir Orr.
Lois Orr, née en 1917 à Louisville et morte en août 1985, est une militante américaine engagée au POUM à Barcelone durant la guerre d'Espagne.

## Biographie
Née le 23 avril 1917 à Louisville, dans le Kentucky, Lois Orr étudie à l'Université de Louisville, où elle rencontre Charles Orr qu'elle épouse. Leur lune de miel se déroule en Europe, et ils y observent la montée du fascisme et l'arrivée au pouvoir des nazis en Allemagne. En 1936, alors qu'ils s'apprêtent à se rendre en Inde, ils apprennent le déclenchement de la guerre d'Espagne.
Lois Orr est très idéaliste est veut rejoindre la Révolution sociale espagnole de 1936. Le couple s'installe à Barcelone à l'automne 1936, dans une Catalogne fidèle à la Seconde République. Lois adhère au POUM et travaille au service de propagande du gouvernement catalan. Ils rencontrent pendant leur séjour d'autres personnalités, comme l'anarchiste français Gaston Leval ou Eileen Blair, l'épouse de George Orwell, qui travaille avec Charles au POUM.
Ils sont dans la ville lorsqu'éclatent les Journées de mai 1937 à Barcelone.
Le 16 juin, le POUM est déclaré illégal par le gouvernement de Juan Negrín. L'ancien ministre catalan Andreu Nin est arrêté, puis assassiné le 20 juin à Alcalá de Henares, sur ordre d'Alexandre Orlov, responsable du NKVD en Espagne.
Lois et Charles sont arrêtés le 17 juin. Finalement libérés le 1er juillet, Mahlon Perkins, le consul américain de Barcelone, les fait embarquer au port de Barcelone sur un bateau en partance pour Marseille.
Ils se rendent à Paris, où ils viennent en aide aux exilés espagnols, avant de revenir aux Etats-Unis où ils militent avec les trotskystes américains puis au Parti socialiste des travailleurs.
En 2009, la correspondance de Lois Orr depuis Barcelone, témoignage de la vie en Catalogne pendant la guerre, est publiée à titre posthume par le professeur de Sciences-Po Gerd-Rainer Horn.